# Игуманија Евдокија (Недић)
Евдокија Недић (Козељ код Љига, 18. април 1950) монахиња је Српске православна цркве и игуманија Манастира Никоља Рудничкога.

## Биографија
Игуманија Евдокија (Недић), рођена је 18. априла 1950. године у селу Козељу код Љига, од честитих родитеља.
Након завршене основне школе у родном Козељу, ступа у Манастир Благовештење Рудничко код Страгара, 12. фебруара 1965. године под духовним старатељством игуманија Михаиле Кнежевић.
Након четири године искушеништва замонашена је у Манастиру Благовештењу Рудничком, 2. марта 1969. године од стране епископа шумадијскога господина Валеријана Стефановића.
Одлуком епископа шумадијскога Саве Вуковића, 13. јула 1990. произведена је за игуманију Манастира Никоља Рудничкога, где је и данас пуних 31. годину на челу овог манастира.